# Ketcseneri járás

A Ketcseneri járás Kalmükföldön

A Ketcseneri járás (oroszul Кетченеровский район, kalmük nyelven Көтчнрә район) Oroszország egyik járása Kalmükföldön. Székhelye Ketcseneri.

## Népesség
- 1989-ben 15 263 lakosa volt, melynek 78,9%-a kalmük, 10,8%-a orosz, 3,8%-a dargin, 3,6%-a csecsen, 0,4%-a kazah.
- 2002-ben 11 049 lakosa volt, melynek 86,2%-a kalmük, 9,1%-a orosz, 1,6%-a csecsen, 1,3%-a dargin, 0,5%-a kazah, 0,3%-a ukrán.
- 2010-ben 10 622 lakosa volt, melyből 9 324 kalmük (87,8%), 875 orosz (8,4%), 105 csecsen (1%), 101 dargin (1%), 69 kazah (0,7%), 23 koreai, 16 ukrán, 13 lezg, 13 tatár, 12 azeri stb.